# Väinö Siikaniemi
Väinö Villiam Siikaniemi (ur. 27 marca 1887 w Hollola, zm. 24 sierpnia 1932 w Helsinkach) – fiński lekkoatleta, który specjalizował się w rzucie oszczepem.
Podczas igrzysk olimpijskich w roku 1912 zdobył srebrny medal w konkursie rzutu oszczepem oburącz. W tych samych zawodach zajął także piąte miejsce w tradycyjnym konkursie rzutu oszczepem. Rekord życiowy: 54,09 (1912).